# Saint-Gervais-sous-Meymont
 Saint-Gervais-sous-Meymont  es una población y comuna francesa, situada en la región de Auvernia, departamento de Puy-de-Dôme, en el distrito de Ambert y cantón de Olliergues.

## Demografía
| 487 | 462 | 375 | 315 | 260 | 236 |
| Para los censos de 1962 a 1999 la población legal corresponde a la población sin duplicidades (Fuente: INSEE [Consultar]) |     |     |     |     |     |